# منيل عروس
منيل عروس إحدى قرى مركز أشمون التابع لمحافظة المنوفية بجمهورية مصر العربية، وينتسب إلى القرية ثلاثة ممن تولوًا منصب شيخ الأزهر الشريف، وهم أحمد العروسي وابنه محمد العروسي وحفيده مصطفى العروسي.

## التاريخ
قرية منيل عروس من القرى القديمة، حيث وردت باسم «منيل عروس» في أعمال المنوفية ضمن قرى الروك الناصري التي أحصاها ابن الجيعان في كتاب «التحفة السنية بأسماء البلاد المصرية». وفي العصر العثماني وردت باسم «منيل عروس» في التربيع العثماني الذي أجراه الوالي العثماني سليمان باشا الخادم في عصر السلطان العثماني سليمان القانوني ضمن قرى ولاية المنوفية، وفي تاريخ 1228هـ/1813م الذي عدّ قرى مصر بعد المسح الذي قام به محمد علي باشا باسم «منيل عروس» ضمن قرى مديرية المنوفية.

## السكان
بلغ عدد سكان منيل عروس 6,982 نسمة، حسب الإحصاء الرسمي لعام 2006.